# Christian Huberts

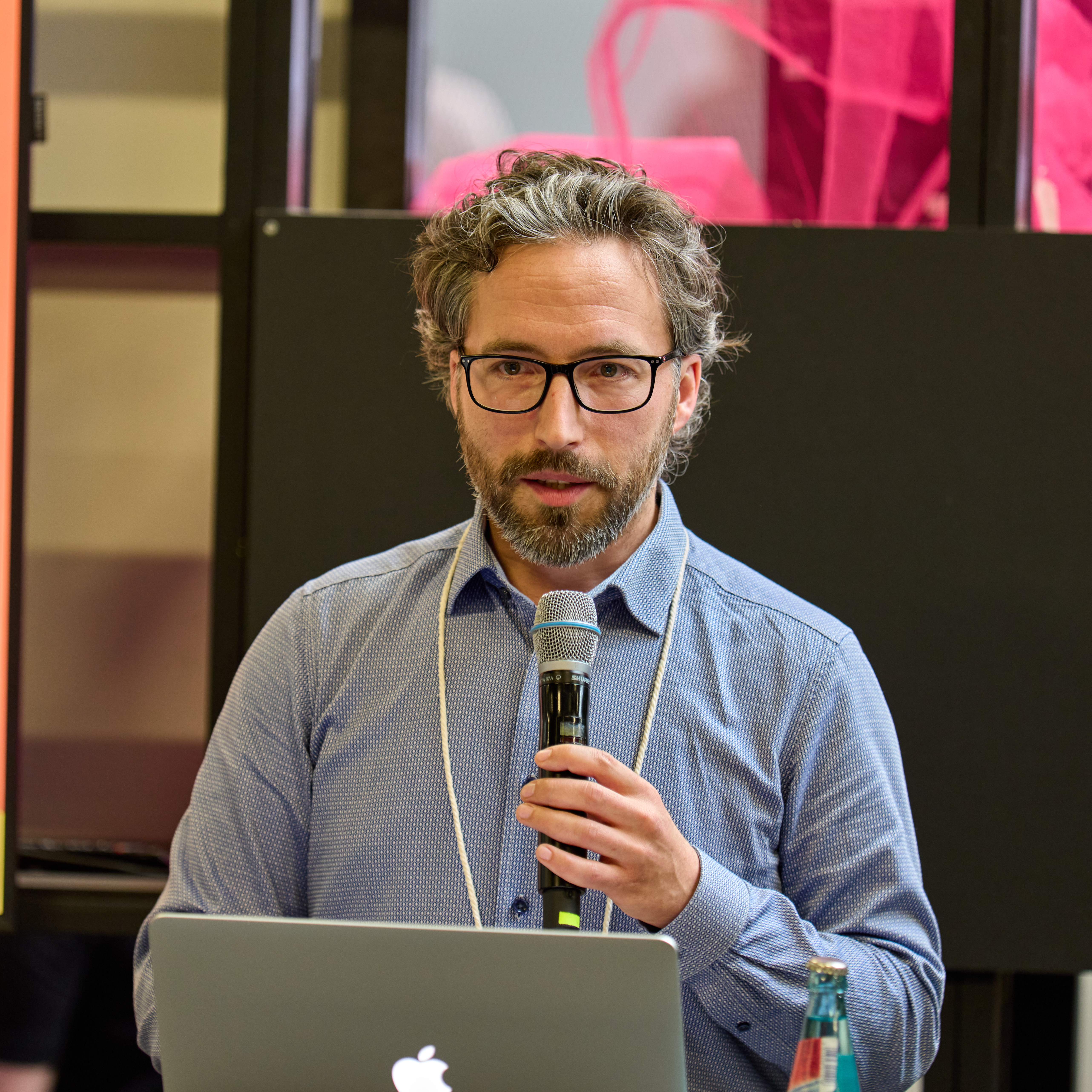
Christian Huberts, 2025

Christian Huberts (* 1982 in Hildesheim) ist ein deutscher Autor und Kulturwissenschaftler.

## Leben
Christian Huberts studierte von 2003 bis 2008 Kulturwissenschaften und ästhetische Praxis an der Universität Hildesheim. Ab 2009 arbeitete er als freiberuflicher Autor, Dozent und Experte für Computerspiele. Von Oktober 2014 an war er an der GA Hochschule in Berlin tätig, die nach einem Jahr wieder geschlossen wurde, und gab dort unter anderem Seminare zur Dramaturgie von Computerspielen und den Game Studies. Des Weiteren hält er im Rahmen von Festivals, Tagungen und Workshops regelmäßig kulturwissenschaftliche Vorträge und spricht auf Podiumsdiskussionen, unter anderem für die Bundeszentrale für politische Bildung, das Internationale Literaturfestival Berlin sowie die Heinrich-Böll-Stiftung.
Als Experte für die Ästhetik und die Kultur von Computerspielen tritt er häufig im Fernsehen und Radio auf, beispielsweise in der Kulturzeit auf 3sat, den Tagesthemen in der ARD und bei Reload auf EinsPlus sowie bei Studio 9 im Deutschlandradio Kultur. Außerdem kommentiert er regelmäßig den politischen Diskurs zu Computerspielen in Deutschland, wie etwa die so genannte Killerspiel-Debatte, zu der er sich auf Politik Digital kritisch äußert. Martin Spieß schrieb im Titel-Kulturmagazin über ihn: „Wer heute Computerspiele nicht nur spielen, sondern auch verstehen will, kommt an Huberts nicht vorbei.“

Christian Huberts (rechts) beim Digitalen Salon des Alexander von Humboldt Instituts für Internet und Gesellschaft am 31. Juli 2013 in Berlin.

Im August 2010 erschien im Blumenkamp Verlag seine Monografie Raumtemperatur, eine medien- und kulturwissenschaftliche Analyse von Computerspielen unter Rückgriff auf die Theorien des kanadischen Literaturwissenschaftlers Marshall McLuhans. Sven Grampp schrieb in der Zeitschrift für Medienwissenschaft darüber: „Anhand exemplarischer Analysen einiger Computerspiele kommt Huberts zu einem durchaus überzeugenden, weil variablen Modell zur Beschreibung der partizipatorischen Wirkung von Medien.“ Zusammen mit Daniel Appel, Tim Raupach und Sebastian Standke gab er im März 2012 das Sammelwerk Welt|Kriegs|Shooter im Verlag Werner Hülsbusch heraus. Im August 2014 folgte in Kooperation mit Sebastian Standke die Game-Studies-Anthologie Zwischen|Welten, die wissenschaftliche und essayistische Texte zu Gernot Böhmes Atmosphäre-Theorie im Computerspiel versammelt. Daneben ist Huberts Autor und Redakteur für WASD – Bookazine für Gameskultur und veröffentlicht regelmäßig Texte in Online-Kulturmagazinen und Zeitschriften. Artikel von ihm erschienen unter anderem in der Süddeutschen Zeitung, im GamesMarkt, in der M! Games, bei spielbar.de und auf Video Game Tourism.
Huberts lebt und arbeitet in Berlin.

## Veröffentlichungen (Auswahl)

### Eigene Werke
- Raumtemperatur. Marshall McLuhans Kategorien »heiß« und »kalt« im Computerspiel. Blumenkamp Verlag, Göttingen 2010, ISBN 978-3-98106-857-3.

### Als Herausgeber
- Zusammen mit Sebastian Standke: Zwischen|Welten: Atmosphären im Computerspiel. Verlag Werner Hülsbusch, Glückstadt 2014, ISBN 978-3-86488-063-6.
- Zusammen mit Daniel Appel, Tim Raupach, Sebastian Standke: Welt|Kriegs|Shooter: Computerspiele als realistische Erinnerungsmedien?. Verlag Werner Hülsbusch, Boizenburg 2012, ISBN 978-3-86488-010-0.

### Artikel und Essays
- Pixelpolymorphie. Die Remedialisierung prozeduraler Atmosphäre zu statischen Gemälden. In: Natascha Adamowsky (Hrsg.): Digitale Moderne. Die Modellwelten von Matthias Zimmermann. Hirmer Verlag, München 2018, ISBN 978-3-7774-2388-3, S. 150–163
- 116. In: Christiane Frohmann (Hrsg.): Tausend Tode schreiben. E-Book, Frohmann Verlag, Berlin 2014, ISBN 978-3-944195-55-1 (ePub).
- Computerspiele lesen. In: Thomas Böhm (Hrsg.): New Level: Computerspiele und Literatur. Metrolit Verlag, Berlin 2014, ISBN 978-3-8493-0360-0.
- Guybrush Threepwood. In: Andrea Baron, Kai Splittgerber (Hrsg.): Helden der Kindheit: Aus Comic, Film und Fernsehen. Büchergilde Gutenberg, Frankfurt a. M. 2013, ISBN 978-3-86406-031-1.
- Eine Hand für ein Auge! Zur Notwendigkeit einer körperlichen Forschungsästhetik für die Analyse von Computerspielen. In: Rudolf Inderst, Peter Just: Build ʼem Up — Shoot ʼem Down: Körperlichkeit in digitalen Spielen. Verlag Werner Hülsbusch, Glückstadt 2013, ISBN 978-3-86488-027-8.
- Datenbanken als Spielräume: »This is a path winding through a dimly lit forest«. In: Stefan Böhme, Rolf F. Nohr, Serjoscha Wiemer (Hrsg.): Sortieren, Sammeln, Suchen, Spielen: Die Datenbank als mediale Praxis. Lit Verlag, Münster 2012, ISBN 978-3-643-11728-1.
- Eine Kritik am Flow als Game-Design-Paradigma. Oder: Warum ich lieber gegen den Flow schwimme. In: Anne-Kristin Langner, Mathias Mertens (Hrsg.): flow aus spielen: Optimale Erfahrungen durch Computerspiele. Blumenkamp Verlag, Salzhemmendorf 2012, ISBN 978-3-942958-07-3.
- Zwischen 1 und 0: Der romantische Konflikt zwischen realen und virtuellen Welten. In: Rudolf Inderst, Peter Just (Hrsg.): Contact - Conflict - Combat: Zur Tradition des Konfliktes in digitalen Spielen. Verlag Werner Hülsbusch, Boizenburg 2011, ISBN 978-3-940-31789-6.